# Bentel (Automobilhersteller)
Bentel war ein US-amerikanischer Hersteller von Automobilen.

## Unternehmensgeschichte
George R. Bentel betrieb das Unternehmen in Los Angeles in Kalifornien. Zwischen 1916 und 1919 stellte er Automobile her, die er als Bentel vermarktete. Außerdem war er Händler für Marken wie Jordan und Simplex.
Es gab keine Verbindung zur Theodore F. Bentel Company aus Pennsylvania, die den gleichen Markennamen verwendeten.

## Fahrzeuge
Viele Fahrzeuge basierten auf Modellen von Mercer. Sie hatten ein besonders sportliches Aussehen. Auf Trittbretter wurde oftmals verzichtet. Später verwendete er auch Fahrgestelle von Jordan und Simplex.